# Keystone B-6
Keystone B-6 je bil dvomotorni dvokrilni bombnik, ki ga je razvil ameriški Keystone Aircraft v 1930ih. Edini uporabnik so bile Ameriške letalske sile (USAAC), se je pa uporabljal tudi kot poštarsko in izvidniško letalo. Zgrajeno je bilo 5 prototipov in 39 serijskih letal. 

## Specifikacije (B-6A)
Splošne karakteristike
- Posadka: 5
- Dolžina: 48 ft 10 in (14,9 m)
- Razpon kril: 74 ft 8 in (22,8 m)
- Višina: 15 ft 9 in (4,8 m)
- Površina kril: 1145 ft² (106,4 m²)
- Teža praznega letala: 8057 lb (3665 kg)
- Naložena teža: 13350 lb (6056 kg)
- Maks. vzletna teža: lb (kg)
- Pogon letala: 2 ×  radialni motor Wright R-1820-1, 575 KM (429 kW)  vsak

 Zmogljivost 
- Maks. hitrost: 120 mph (100 vozlov, 190 km/h)
- Potovalna hitrost: 103 mph (89 vozlov, 166 km/h)
- Doseg: 825 milj (717 nmi, 1330 km)
- Višina leta: 14100 ft (6400 m)
- Obremenitev kril: 11,66 lb/ft² (56,92 kg/m²)
- Razmerje moč/teža: 0,0861 KM/lb (142 W/kg)

Oborožitev

- Strelno orožje: 3 × .30 in (7,62 mm) Browning strojnice
- Bombe: Do 1100 kg bomb (do 1800 kg na kratkih letih)

## Zunanje pvoezave
- USAF Museum članek o B-6 Arhivirano 2004-08-04 na Wayback Machine.
- USAF Museum članek o LB-13 Arhivirano 2004-08-13 na Wayback Machine.

Predloga:Keystone aircraft
Predloga:Bombnniki